# ポイビダス
ポイビダス（ギリシア語: Φοιβίδας、Phoebidas、? - 紀元前378年）は、紀元前382年にテーバイのアクロポリスを占拠し、スパルタのテーバイ支配をもたらしたスパルタの将軍。命令に拠らず独断で行動したことへの処罰として、指揮権を剥奪された。しかし、スパルタは引き続き、テーバイを確保し続けた。スパルタ王アゲシラオス2世は、ポイビダスの行動はスパルタに利益をもたらしたのであり、行動は国に利益をもたらすか否かで判断すべきだとして、ポイビダスを罰することに反対した
紀元前378年、ポイビダスはテスピアイの指揮官（Harmost）であったときに、テーバイの将軍ゴルギダスの率いるテーバイ＝ボイオーティア勢の騎兵に殺された。
数年後、別の将軍スポドリアス (Sphodrias) がアテナイの外港ペイライエウス（現在のピレウス）を奪い取ろうとした際には、かつてポイビダスがテーバイでとった行動がモデルとなった。